# كارل فريدريش ورنستورف
كارل فريدريش ورنستورف (1837-1921) (بالإنجليزية: Carl Friedrich Warnstorf)‏ هو عالم نبات ألماني.